# Jaroslav Veselý (ovocnář)

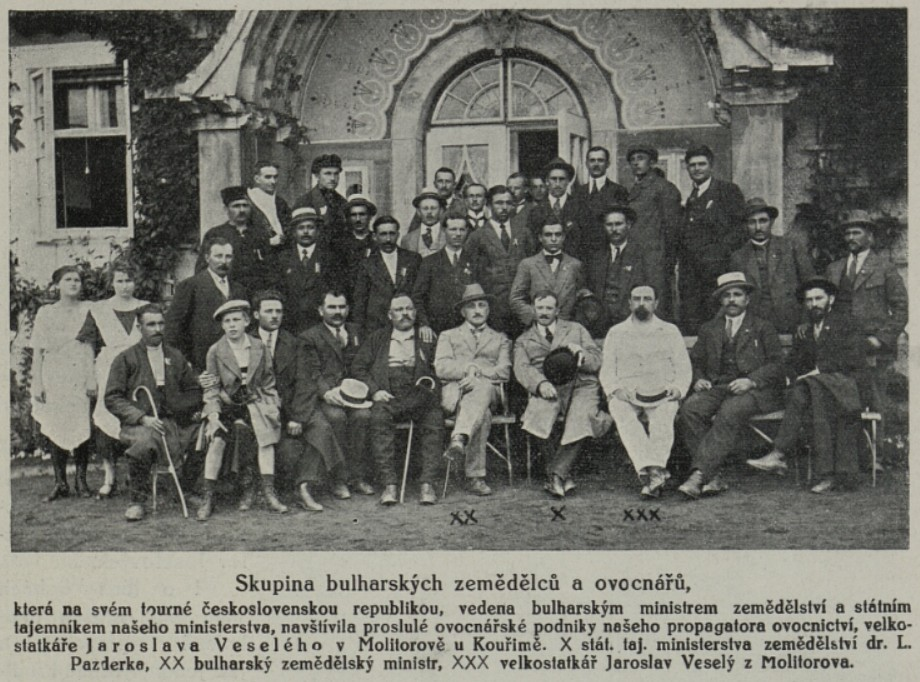
Jaroslav Veselý (označen třemi křížky) při návštěvě bulharských ovocnářů v Molitorově (1921)

Jaroslav Veselý (5. června 1876 Molitorov – 6. října 1948 Praha) byl český ovocnář a podnikatel, který se v první polovině 20. století zasloužil o rozvoj města Kouřim.

## Život
Narodil se v rodině majitele statku v Molitorově JUDr. Huberta Veselého a jeho manželky Marie, rozené Vydrové. Jeho rodina od roku 1838 vlastnila zámek v Molitorově. Vzdělání získal na zemědělské akademii v Táboře a na Univerzitě Martina Luthera v Halle. Dne 16. února 1909 se v Kolíně oženil s Marií Mattuschovou, dcerou majitele statku v Bělé pod Bezdězem.
V následujících letech v Molitorově založil ovocnářskou školku a postupně se stal významným producentem ovoce. Byl předsedou Československé ovocnické jednoty, Svazu československých školkařů a Svazu potravinářského průmyslu.

### Kariéra a obory činnosti
Jeho ovocná školka v Molitorově měla rozlohu 60 ha a produkovala 200 000 ovocných stromů ročně. Muzeum lidových staveb v Kouřimi dodnes vystavuje expozici dobové mechanizované linky určenou k expedici sazenic. Kromě školky byl pěstitelem jahod, rybízu a malin. Ovoce nejen prodával, ale i zpracovával na marmelády, povidla, kandované ovoce, ovocné šťávy a kompoty. Továrna fungovala od roku 1913 a při ní bylo založeno i zahradnické učiliště. Od roku 1923 se jeho firma začala zabývat poradenstvím a návrhy zahradní architektury.
Kromě ovocnářské školky Jaroslav Veselý podnikal i v dalších oborech. V molitorovské cihelně vyráběl pálené střešní tašky. Výrobní linka používala k tažení tašek revolverový lis, moderní sušárnu a pec. Tašky měly nezaměnitelný desing. Cihelna fungovala od roku 1907 až do roku 2013, kdy byla výroba ukončena. Další cihelnu založil v Kostelci nad Černými lesy.
Zámek v Molitorově, který byl původně šlechtickým sídlem, nechal v roce 1908 až 1911 upravit a zmodernizovat. Touto prací pověřil architekta Dušana Jurkoviče, Jurkovičovy záměry se plně realizovaly a dodnes na zámku nedošlo k zásadním dispozičním změnám. Zámek byl v roce 1948 znárodněn, nyní je v soukromém vlastnictví. Dušan Jurkovič pro Jaroslava Veselého v letech 1908–1909 vystavěl i hájovnu, která je dnes vedena jako kulturní památka. Dále nechal v Kouřimi a Kostelci nad Černými lesy vystavět i rodinné domy pro své zaměstnance.
Zemřel v roce 1948 v Praze. Je pohřben na Olšanských hřbitovech.